# پایگاه هوایی و فضایی موهاوی
پایگاه هوایی و فضایی موهاوی (به انگلیسی: Mojave Air and Space Port) یک فرودگاه همگانی با کد یاتا MHV است که یک باند فرود آسفالت و بتن دارد و طول باند آن ۳۸۱۱ متر است. این فرودگاه در کشور ایالات متحده آمریکا قرار دارد و در ارتفاع ۸۵۱ متری از سطح دریا واقع شده‌است.